# Marcio Reolon

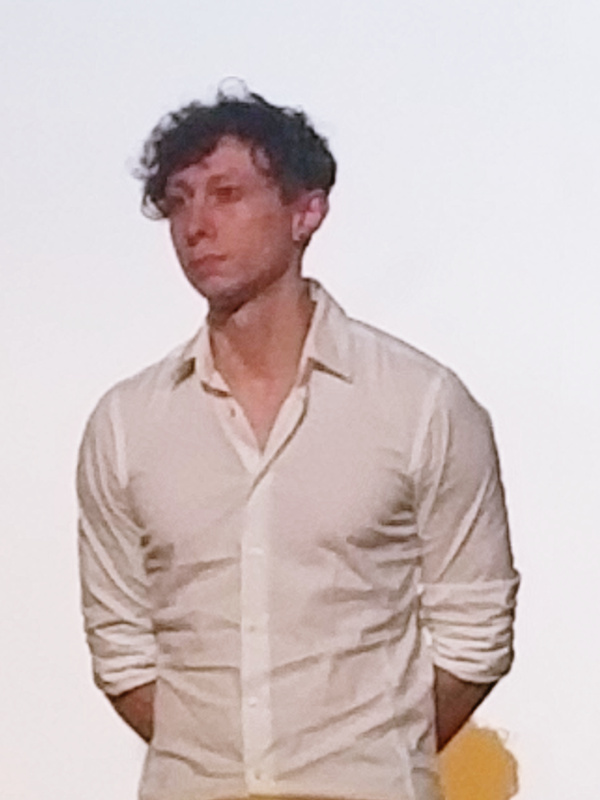
Marcio Reolon (2018)

Marcio Reolon (* 16. November 1984 in Pôrto Alegre) ist ein brasilianischer Filmregisseur, Filmproduzent, Drehbuchautor und Filmschauspieler.

## Karriere
Reolon begann seine Karriere in der Filmbranche 2008 mit einer Rolle im Kurzfilm Mesa de Bar. Danach spielte er immer wieder in kleineren Rollen in Kurzfilmen mit. Seit dem Kurzfilm Por Uma Noite Apenas von 2009 wechselte er allerdings auf die Produktionsseite. Bereits seit seinem zweiten Film Nico arbeitet er regelmäßig mit dem Regisseur Filipe Matzembacher zusammen. Außerdem beschäftigen sich ihre Filme stets mit Homosexualität oder queeren Themen. Mit ihrem Langfilmdebüt Seashore wurden sie 2015 direkt für den Besten Erstlingsfilm bei der Berlinale nominiert. Zudem erhielt der Film zwei Preise beim Rio International Film Festival.
Der zweite Langfilm von Reolon und Matzembacher Hard Paint war in der Kategorie Panorama nominiert und gewann 2018 bei der Berlinale den Teddy Award für den besten LGBT-Film. Im selben Jahr gewann der Film beim Rio Film Festival die Kategorien Bester Film, Bestes Drehbuch, Bester Hauptdarsteller und Bester Nebendarsteller. Zudem erhielt der Film weitere Auszeichnungen bei Filmfestivals und landete auf mehreren Jahresbestenlisten.
Auf der Berlinale 2025 feierte sein Film Ato noturno in der Kategorie Panorama Premiere.

## Filmografie (Auswahl)

### Schauspieler
- 2008: Mesa de Bar (Kurzfilm)
- 2008: Fragmentos de Bolo
- 2009: Once upon a time in Dublin
- 2011: Lugares Comuns que Nunca Sonhamos (Kurzfilm)
- 2012: Gary (Kurzfilm)
- 2013: Quarto Vazio (Kurzfilm)
- 2014: 5 cigarros e um beijo (Miniserie)
- 2014: Pele de Concreto (Kurzfilm)
- 2016: The Last Day Before Zanzibar (Kurzfilm)
- 2019: Bad Honey
- 2020: Depois de Ser Cinza
- 2023: Du bist so wunderbar (Kurzfilm)
- 2023: Mamántula
- 2024: Continente

### Regisseur, Produzent und Drehbuchautor
- 2009: Por Uma Noite Apenas (Kurzfilm)
- 2011: Nico
- 2012: Um Diálogo de Ballet (Kurzfilm)
- 2014: Por mais que eu te leve pelos caminhos (Kurzfilm)
- 2015: Seashore
- 2015: Das Nest (Miniserie)
- 2016: The Last Day Before Zanzibar (Kurzfilm)
- 2018: Hard Paint
- 2019: Me Destrói
- 2025: Ato noturno